# Bokermannohyla sapiranga
Bokermannohyla sapiranga es una especie de anfibio anuro de la familia Hylidae.

## Distribución geográfica
Esta especie es endémica de Brasil. Se encuentra en Goiás, el Distrito Federal y Minas Gerais.

## Publicación original
- Brandão, de Magalhães, Garda, Campos, Sebben & Maciel, 2012: A new species of Bokermannohyla (Anura: Hylidae) from highlands of central Brazil. Zootaxa, n.º 3527, p. 28-42.[4]